# ONE FC: Kings and Champions
 ONE FC: Kings and Champions  foi um evento de artes marciais mistas promovido pelo ONE Fighting Championship, ocorrido no dia 5 de abril de 2013 no Estádio Interior de Singapura com capacidade para 12,000 pessoas em Kallang, Singapura.

## Background
Esse evento contou com primeira defesa de título do Título dos Leves do ONE FC do campeão Kotetsu Boku contra o desafiante japonês Shinya Aoki. O evento também marcou o retorno de Melvin Manhoef, Leandro Issa e Jake Butler ao cage do ONE FC, e as duas semifinais do Grand Prix de Galos do ONE FC.